# فريدريكا نيكولاي
فريدريكا نيكولاي (بالإيطالية: Federica Nicolai)‏ هي دراجة إيطالية، ولدت في 2 مارس 1995.

## وصلات خارجية
- فريدريكا نيكولاي على موقع الاتحاد الدولي للدراجات (الإنجليزية)
- فريدريكا نيكولاي على موقع إحصائيات الدراجات الإحترافية (الإنجليزية)
- فريدريكا نيكولاي على موقع نسبة الدراجات (الإنجليزية)